# Hastula knockeri
Hastula knockeri é uma espécie de gastrópode do gênero Hastula, pertencente a família Terebridae.